# Янчукан
Янчука́н — посёлок городского типа в Северо-Байкальском районе Бурятии. Образует городское поселение «Посёлок Янчукан».
В посёлке — железнодорожная станция Кюхельбекерская на Байкало-Амурской магистрали (БАМ).

## География
Самый восточный населённый пункт района. Расположен на левом берегу реки Верхняя Ангара, в 70 км  к востоку от посёлка Новый Уоян, и в 230 км от районного центра — посёлка Нижнеангарска. Станция Кюхельбекерская находится в северо-восточной части посёлка. Расстояние от неё до города Северобайкальска — 252 км.

## История
Возникновение населённого пункта связано со строительством БАМа. В марте 1980 года на место будущего посёлка прибыл первый десант строителей. В июле того же года открылся здравпункт, в сентябре — средняя школа. В октябре 1981 года на станцию прибыл первый поезд. 
24 февраля 1982 года Янчукан получил статус рабочего посёлка. В сентябре произведена укладка «серебряного звена». 
С 1985 года инфраструктура посёлка возводилась армянским трестом «АрмБАМстрой», переведённым сюда из посёлка Звёздный. При возведении зданий использовался строительный материал из Армении, в частности, закавказский туф.
Железнодорожная станция получила название в честь декабриста В. К. Кюхельбекера.

## Население
| 1989 | 2002 | 2009 | 2010 | 2011 | 2012 | 2013 |
| ---- | ---- | ---- | ---- | ---- | ---- | ---- |
| 1462 | ↘539 | ↘435 | ↘392 | ↗393 | ↘362 | ↘354 |
| 2014 | 2015 | 2016 | 2017 | 2018 | 2019 | 2020 |
| ↘332 | ↘308 | ↘286 | ↘279 | ↗280 | ↘273 | ↘259 |
| 2021 | 2023 | 2024 |      |      |      |      |
| ↘252 | ↘239 | ↘230 |      |      |      |      |

## Экономика
Экономика посёлка базируется на обслуживании железнодорожного транспорта и лесозаготовках.

## Инфраструктура
Филиал средней общеобразовательной школы п. Новый Уоян, детский сад, фельдшерский пункт.